# 苏阿特·于尔居普吕
阿里·苏阿特·哈伊里·于尔居普吕(Ali Suat Hayri Ürgüplü) (1903年8月13日—1981年12月27日) 土耳其政治人物。他曾短暂在1965年担任土耳其总理。

## 生平
本名阿里·蘇阿特。于尔居普吕毕业于加拉塔萨雷高中(Galatasaray High School)。他是一位杰出的奥斯曼宗教学者和官员的后裔。他的父亲是著名的伊斯兰教谢赫于尔居普吕·哈伊里·埃芬迪(Ürgüplü Hayri Efendi)，联合进步委员会政权(1913-1918)的宗教事务部长(或少壮派)的。
于尔居普吕担任过短暂时间的法官，1939年进入议会，1947年—1948年任苏克鲁·萨拉吉奥卢内阁的海关和公共垄断部长。1961年他回到参议院，1963年11月6日- 11月27日短暂担任议会议长。
1965年2月13日，由于国民議会未通过政府提出的1965年国家預算草案，第三届伊斯梅特·伊纳尼联合政府辞职，2月20日正义党、新土耳其党、共和农民民族党和民族党达成组建新的联合执法的协议，第四届联合政府成立，无党派的参议员于尔居普吕出任总理。
于尔居普吕政府的政策与前历届政府并无大的不同，但在对外政策上则反映出1960年政变后土耳其的新动向，即在北约组织内执行较为独立的政策，改善与苏联的及东欧集团各国的关系。
1965年5月苏联外长葛罗米柯访问了土耳其，8月于尔居普吕总理正式回访苏联，双方技术专家讨论了苏联将帮助土耳其建设一些工业项目的问题，使双方的贸易往来和经济合作有了进一步的发展，两国间的关系显著改善。
1965年10月10日土耳其大选，正义党获得多数，于尔居普吕政府辞职，由苏莱曼·德米雷尔组建新政府。于尔居普吕后任土耳其驻美国大使。
1972年4月29日，杰夫德特·苏奈总统再次任命前驻美大使、无党派参议员于尔居普吕为总理，5月13日十六点，于尔居普吕向苏奈提出了他的内阁名单，并向报界公布了这个名单。在二十点左右，苏奈通知于尔居普吕他拒绝接受这个内阁，因为他想总统提出的部长名单都是各主要政党的成员，这军方的一个“无党派”超然内阁的要求不合。于尔居普吕建议组成的政府只存在了四个小时。
于尔居普吕继续担任参议员直到1972年。他1981年12月27日在伊斯坦布尔去世，被埋葬在埃迪尔内卡普烈士公墓。